# Combat de Prentzlow
Campagne de Prusse et de Pologne
Batailles
- Cap-Vert (navale)
- San Domingo (navale)
- Río de la Plata
- Pornichet (navale)

- Raguse
- Castel-Nuovo

Campagne de Prusse (1806)
- Schleiz
- Saalfeld
- Auerstaedt
- Iéna
- Halle
- Magdebourg
- Prentzlow
- Stettin
- Lübeck
- Glogau
- Golymin
- Pułtusk
- Stralsund

Campagne de Pologne (1807)
- Eylau
- Ostrołęka
- Colberg
- Dantzig
- Guttstadt
- Heilsberg
- Friedland

Le combat de Prentzlow oppose les Français commandés par le maréchal Joachim Murat aux Prussiens du général Frédéric-Louis de Hohenlohe-Ingelfingen. La confrontation a lieu le 28 octobre 1806.
Les combats se soldent par la capitulation de Hohenlohe et son armée, soit 300 officiers, 10 000 soldats, 45 drapeaux, 1 800 chevaux et 64 canons. La cavalerie de Murat ne subit, en comparaison, que des pertes légères. Selon l'historien Francis Loraine Petre, le total des pertes prussiennes s'élève à près de 12 000 hommes, 10 000 s'étant rendus avec Hohenlohe, 1 000 ayant été tués ou capturés par la brigade Boussart et 1 000 autres de l'arrière-garde étant tombés aux mains de la division Beaumont. En ajoutant à cela les pertes subies lors des affrontements de Boitzenburg et Zehdenick, le bilan pour les Prussiens s'approche des 13 500 hommes hors de combat. Les prisonniers sont confiés à la garde du général Beaumont qui en dénombre 9 534, sans compter les quelque 400 officiers libérés sur parole, ce qui indique qu'un certain nombre d'entre eux ont réussi à s'échapper.